# NGC 519
NGC 519 is een elliptisch sterrenstelsel in het sterrenbeeld Walvis. Het hemelobject ligt 224 miljoen lichtjaar (68,6 × 106 parsec) van de Aarde verwijderd en werd op 20 november 1886 ontdekt door de Amerikaanse astronoom Lewis A. Swift.

## Synoniemen
- 2MASX J01242863-0138284
- MCG +00-04-116
- PGC 5182
- ZWG 385.103
- DRCG 7-19